# Cees van der Velden
Cees van der Velden (Nistelrode, 25 september 1941 - Veghel, 27 december 2006) was een Nederlandse powerboatracer. Hij kwam uit in de classes F1, OZ, ON, O-1500, V-hull IU. In zijn ruim twintig jaar durende sportcarrière werd hij werd zevenmaal wereldkampioen en negenmaal Europees kampioen. 
Hij begon met racen in 1966. Zijn eerste succes boekte hij een jaar later door Nederlands kampioen te worden. In 1972 won hij de wereldtitel F2 sprint en ON. In totaal werd hij zevenmaal wereldkampioen in de F1 sprint, F2 sprint en ON. Een ongeluk in 1976 verhinderde dat hij een achtste wereldtitel zou behalen.Hij bouwde en ontwierp jarenlang zijn eigen boten, Velden boten.
In september 1989 stopte hij met het powerboatracen maar hij bleef bij de sport betrokken. Zo was hij als teamleider verbonden aan het Formule 1-team Ionica Vivid Velden en voorzitter van het Management Committee, een onderdeel van de Union Internationale Motonautique die onder meer de Formule 1-competitie organiseert.
Hij stierf op 65-jarige leeftijd aan kanker.

## Titels
- Wereldkampioen F1 sprint - 1979
- Wereldkampioen F2 sprint - 1972, 1975
- Wereldkampioen ON - 1972, 1974, 1975, 1979
- Europees kampioen ON - 1974, 1976, 1978, 1979
- Europees kampioen OZ - 1977, 1978, 1980, 1981
- Europees kampioen OZ Endurance - 1979

## Palmares

### F1 World Series
- 1982: 5e
- 1983: 2e
- 1984: 2e
- 1985: 14e
- 1986: 3e

### Wereldkampioen
- 1972 ON
- 1972 F2 World Sprint kampioen
- 1974 ON
- 1975 ON
- 1975 F2 World Sprint kampioen
- 1979 ON
- 1979 F1 World Sprint kampioen

### Europees kampioen
- 1974 ON
- 1976 ON
- 1977 OZ
- 1978 OZ
- 1978 ON
- 1979 ON
- 1979 OZ Endurance
- 1980 OZ
- 1981 OZ

### Bekerwedstrijden
- 1970 O-1500 (OI) World II
- 1971 ON World III
- 1977 ON World II
- 1977 O-1500 World II
- 1978 OZ World III
- 1978 OZ Endurance European III
- 1979 OZ World III
- 1979 OZ European II
- 1980 OZ World II
- 1980 Formula GP II
- 1981 OZ World III
- 1983 F1 World II
- 1984 F1 World II
- 1986 F1 World III

### Overige overwinningen
- 1969 Berlin 6-hours
- 1973 Amsterdam 3-hours
- 1974 Paris 6-hours
- 1974 Parker Enduro Race
- 1979 Canon Trophy
- 1979 Paris 6-hours